# Echinophyllia taylorae
Echinophyllia taylorae is een rifkoralensoort uit de familie van de Pectiniidae. De wetenschappelijke naam van de soort is voor het eerst geldig gepubliceerd in 2002 door Veron.